# Бударка (река)
Бударка, Овражная, Средняя и Прямая (бывшие нем. Buduppe, нем. Budup — Будупа и Шилупа) — реки на территории России, протекают по Неманскому и Славскому районам Калининградской области.

## География и гидрология
Реки Бударка и Овражная берут своё начало у посёлка Фадеево, в верховьях течения водотоками они сообщаются между собой, а также с верховьями реки Злой.
В районе посёлка Шепетовка Овражная как левобережный приток впадает в Бударку. Несколькими километрами ниже по течению, в районе села Кожедубово Бударка сообщается с Прямой. Ниже по течению, после впадение нескольких безымянных водотоков и Угловатой Бударка изменяет название на Старую, а в нескольких сотнях метрах от устья в нею впадает река Прямая.
Река Средняя (Бударка и Овражная) является левобережным притоком реки Злой, её устье расположено южнее посёлка Гастеллово, в 3 километрах от устья реки Злой, общая протяжённость рек Бударки, Овражной и Средней 24 километра. Площадь водосборного бассейна — 150 км².
Через эти реки переброшены ряд мостов, в том числе, один железнодорожный, 16 железобетонных и 1 каменный мост. Местами эти реки имеют укреплённые откосы.
- В 1 км от устья, по левому берегу Бударки впадает река Прямая.
- В 10 км от устья, по левому берегу Бударки впадает река Овражная.

## Данные водного реестра
По данным государственного водного реестра России относится к Балтийскому бассейновому округу, водохозяйственный участок реки — реки бассейна Балтийского моря в Калининградской области без рек Неман и Преголя. Относится к речному бассейну реки Неман и рекам бассейна Балтийского моря (российская часть в Калининградской области).
Код объекта в государственном водном реестре — 01010000312104300009735.